# Samuel Dahl
Samuel Elias Dahl (Västerås, 4 maart 2003) is een Zweeds voetballer die bij voorkeur als linksback speelt. Hij wordt door AS Roma verhuurd aan SL Benfica. In 2024 debuteerde Dahl voor Zweden.

## Clubcarrière
Dahl kwam in eigen land uit voor Västerås SK, Västerås IK, Örebro SK en Djurgårdens IF. Op 28 juli 2024 tekende hij een vijfjarig contract bij AS Roma. In februari 2025 werd hij uitgeleend aan SL Benfica.

## Interlandcarrière
Op 12 januari 2024 debuteerde Dahl voor Zweden in een oefeninterland tegen Estland.